# Dževad Šećerbegović
Dževad Šećerbegović (ur. 15 lipca 1955 w Gornjim Rahiciu) – bośniacki piłkarz występujący na pozycji obrońcy. Reprezentant Jugosławii.

## Kariera klubowa
Šećerbegović karierę rozpoczynał w sezonie 1974/1975 w pierwszoligowym zespole FK Sloboda Tuzla. W sezonie 1976/1977 zajął z nim 3. miejsce w pierwszej lidze. Przez 9 sezonów w barwach Slobody rozegrał 187 spotkań i zdobył 10 bramek. W 1983 roku przeszedł do tureckiego Beşiktaşu JK. W sezonie 1983/1984 dotarł z nim do finału Pucharu Turcji, a w sezonie 1984/1985 wywalczył wicemistrzostwo Turcji. W 1985 roku zakończył karierę.

## Kariera reprezentacyjna
W reprezentacji Jugosławii Šećerbegović zadebiutował 30 stycznia 1977 w wygranym 1:0 towarzyskim meczu z Kolumbią. W 1980 roku został powołany do kadry na Letnie Igrzyska Olimpijskie, zakończone przez Jugosławię na 4. miejscu. W latach 1977–1983 w drużynie narodowej rozegrał 9 spotkań.